# Autorização de Retorno ao Brasil
A Autorização de Retorno ao Brasil (ARB) é um documento de viagem emitido por uma repartição consular brasileira no exterior que permite o retorno ao país de cidadãos brasileiros que não tenham condições de apresentar toda a documentação necessária para a emissão de um passaporte.
Por exemplo, um indivíduo que tenha tido seu passaporte ou cédula de identidade furtado ou danificado durante uma viagem internacional, ou ainda que tenha perdido seus pertences em função de acidente aéreo ou naufrágio, pode solicitar ao consulado local a emissão desse documento. Será também expedida aos brasileiros que estejam sendo deportados, extraditados ou repatriados, em substituição aos passaportes de que sejam titulares, cujo recolhimento será feito pela Autoridade Consular.
A ARB pode ser emitida também para o recém-nascido filho de brasileiro que tenha sido registrado em consulado no exterior, para que possa voltar ao Brasil com seus pais.
Em geral, o documento é válido para uma viagem apenas, a de regresso ao Brasil, e é recolhido pelas autoridades de imigração na chegada ao ponto de entrada do país. O prazo de validade do documento é restrita somente ao período mínimo necessário para a viagem, variando de 7 a 30 dias.

## Emissão
Para a emissão do documento, o interessado deverá apresentar os seguintes documentos à repartição consular:
- Original e uma cópia de um desses documentos: Passaporte anterior; Carteira de identidade brasileira expedida por Secretaria de Segurança Pública no Brasil; Carteira profissional (OAB, Conselhos Federais ou Regionais); Carteira de motorista brasileira com foto; Certidão de nascimento ou casamento brasileira (desde que também seja apresentado outro documento de identidade brasileiro ou estrangeiro com foto junto à certidão);
- Formulário de Passaporte preenchido online, impresso e assinado a mão;
- Uma fotografia de tamanho 2"x2" (polegadas) tirada há menos de 6 meses (de frente, sem cobertura na cabeça, com fundo branco e expressão neutra);
- Passagem aérea para o Brasil.

Na falta de documento brasileiro, poderá ser aceita declaração testemunhal escrita pessoalmente no Consulado. A declaração deve ser feita por duas testemunhas brasileiras que atestem a nacionalidade e os dados pessoais do interessado. Essas testemunhas devem apresentar documento de identidade brasileira válido.